# Ondrej Nepela
Ondrej Nepela (n. 22 ianuarie 1951, Bratislava, Cehoslovacia – d. 2 februarie 1989, Mannheim, RFG) a fost un patinator artistic ce a reprezentat Cehoslovacia, medaliat olimpic. A participat la 3 ediții ale Jocurilor Olimpice (1964, 1968, 1972) în care a câștigat o medalie de aur.